# Eugène Bléry

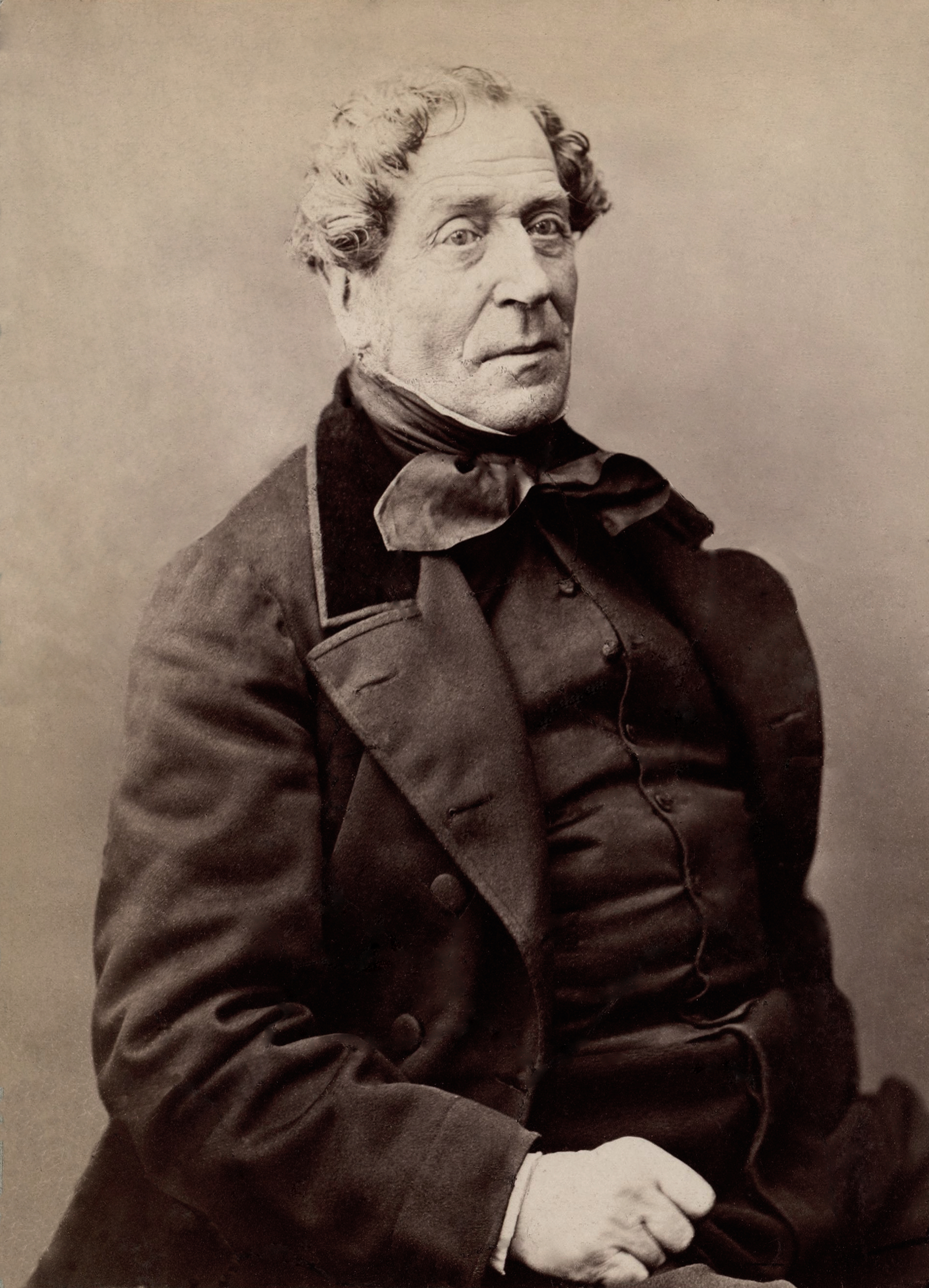
Eugène Bléry, fotografiert von Nadar

Eugène Stanislas Alexandre Bléry (* 3. März 1805 in Fontainebleau; † 10. Juni 1887 in Paris) war ein französischer Malerradierer.

## Biographisches
Eugène Bléry belebte die Malerradierung in Frankreich erneut. Er hatte engen Kontakt mit den Malern von Barbizon. Zu seinen bekanntesten Schülern zählt der französische Radierer Charles Meryon.

## Werke (Auswahl)

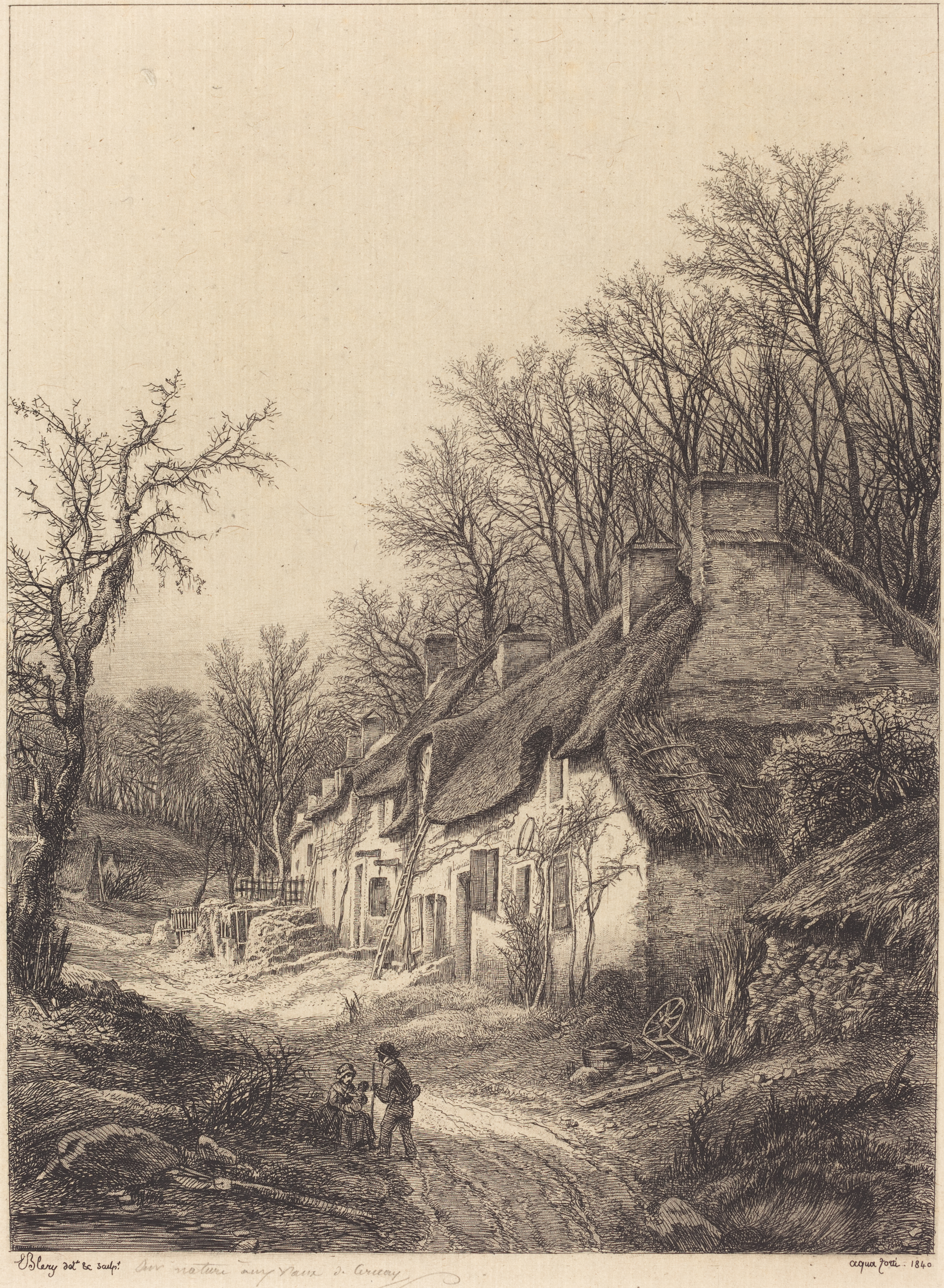
Cottages in Winter, 1840
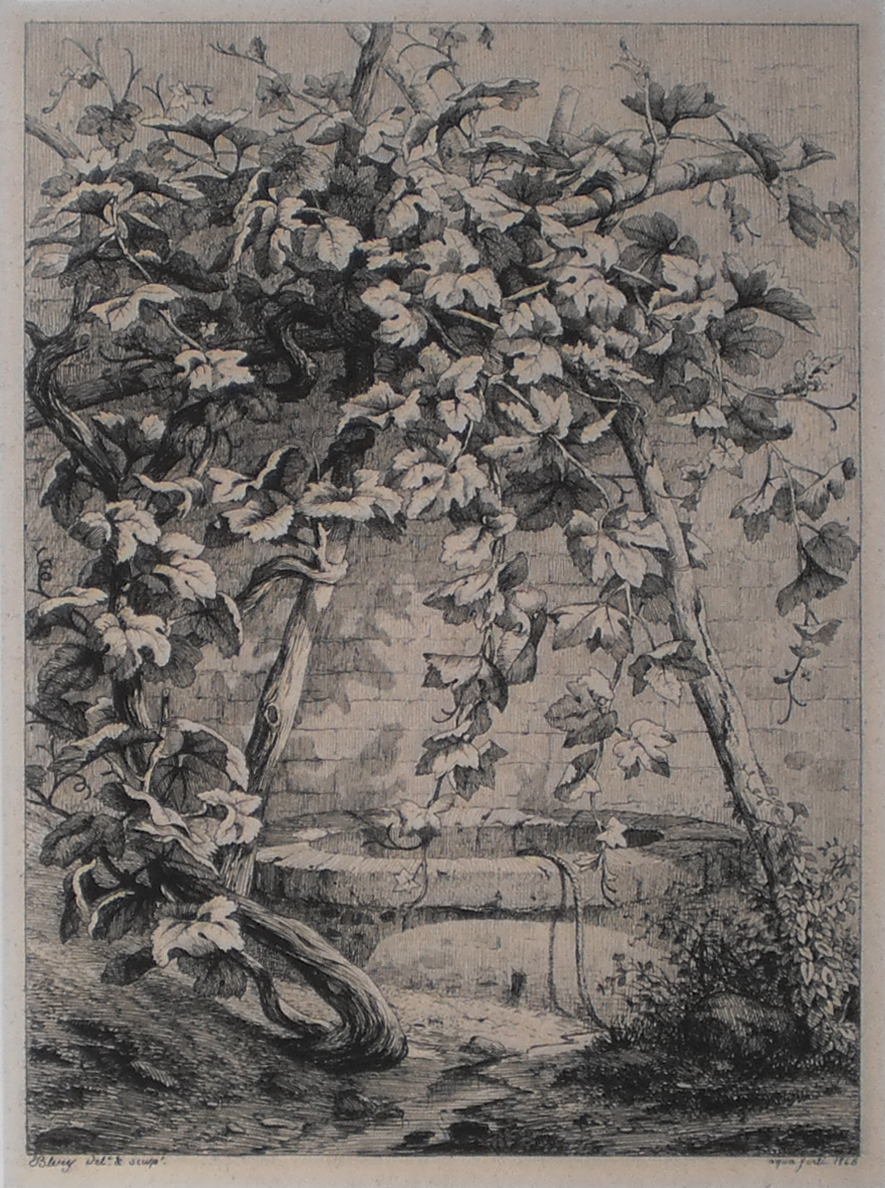
La Vigne au Puits, ou Le Cep de Vigne, 1845
Groups of Various Plants Drawn After Nature: No. 7, 1848
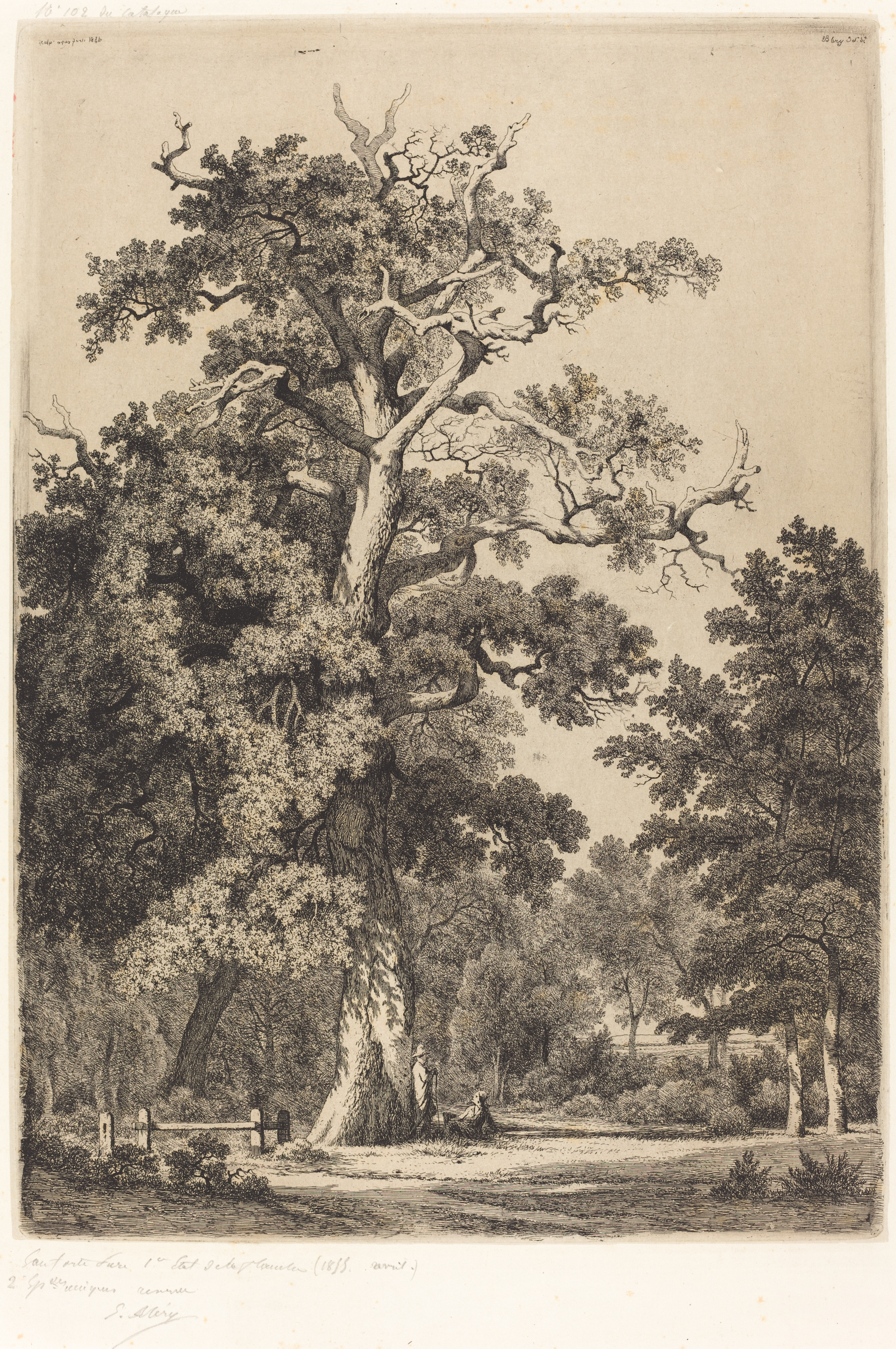
Ancient Oak in the Bois de Boulougne, 1855

Blérys Werke sind unter anderem im Cleveland Museum of Art in Ohio ausgestellt.